# Tende
Tende (okcitansko/provansalsko/ligursko/piemontsko/italijansko... Tenda) je naselje in občina v jugovzhodnem francoskem departmaju Alpes-Maritimes regije Provansa-Alpe-Azurna obala. Leta 2006 je naselje imelo 2.025 prebivalcev.

## Geografija
Kraj leži v pokrajini Provansi ob reki Royi in njenem pritoku Réfréi, 80 km severovzhodno od središča departmaja Nice in znotraj francoskega narodnega parka Mercantour. Severno od Tendeja, na meji z Italijo, leži gorski prelaz Col de Tende (1.871 m).

## Administracija
Tende je sedež istoimenskega kantona, v katerega je poleg njegove vključena še občina La Brigue z 2.439 prebivalci.
Kanton je sestavni del okrožja Nica.

## Zgodovina
Tende je staro srednjeveško naselje, ki je v obdobju burne zgodovine zaporedoma pripadalo številnim lastnikom. V 10. stoletju so jim gospodovali grofje iz Ventimiglie, sledili so jim provanški grofje in Laskaridi. Kasneje je pripadel Savojskemu vojvodstvu, nato Francoski republiki (kasnejšemu Napoleonovemu cesarstvu). K Savoji je ponovno prišel v sklopu Sardinskega kraljestva, ki se je 1861 pridružilo kraljevini Italiji. Tam je ostal vse do leta 1947, ko je bila Italija kot poraženka v drugi svetovni vojni primorana s sporazumom v Parizu predati določena alpska ozemlja Franciji. Tende je bil tako poslednja občina, priključena Franciji.

## Zanimivosti
- ostanki glavnega stolpa gradu Laskaridov, zgrajenega v 14. stoletju, uničenega 1692 po odloku francoskega kralja Ludvika XIV. o porušitvi vseh utrdb, ki bi lahko ogrozile kraljevo vladavino. Krožni stolp je bil v 19. stoletju spremenjen v urni zvonik